# Hans van Zeeland
Johannes „Hans“ Hendrikus Jacques van Zeeland (* 4. Mai 1954 in Arnhem) ist ein ehemaliger niederländischer Wasserballspieler. Mit der niederländischen Nationalmannschaft wurde er Olympiadritter 1976.

## Sportliche Karriere
Der 1,85 m große Angreifer spielte im Verein VZC in Veenendaal.
Bei der Wasserball-Weltmeisterschaft 1975 belegten die Niederländer den siebten Platz. 1976 bei den Olympischen Spielen in Montreal erreichten die Niederländer als Vorrundenerste die Finalrunde. Nach der Finalrunde standen die Ungarn als Olympiasieger fest. Dahinter hatten die Italiener und die Niederländer jeweils zwei Siege, zwei Unentschieden und eine Niederlage. Die Tordifferenz war ebenfalls gleich und im direkten Vergleich hatten sich die beiden Teams mit 3:3 getrennt. Die Italiener erhielten die Silbermedaille dank der mehr erzielten Tore in der Finalrunde, den Niederländern blieb die Bronzemedaille. Nach der Bronzemedaille bei den Olympischen Spielen 1948 war dies die zweite olympische Medaille für den niederländischen Wasserball, die dritte gewannen die Wasserballerinnen mit Gold 2008. Hans van Zeeland wirkte 1976 in allen acht Spielen mit und warf neun Tore.
1977 belegten die Niederländer den fünften Platz bei der Europameisterschaft in Jonköping. Bei den Olympischen Spielen 1980 erreichten die Niederländer die Finalrunde als Gruppenzweite hinter den Ungarn. In der Finalrunde gelang den Niederländern nur ein Unentschieden, die anderen vier Partien gingen verloren. Damit belegten die Niederländer den sechsten Platz. Hans van Zeeland erzielte acht Tore in acht Spielen.